# Saint-Nicodème
Saint-Nicodème är en kommun i departementet Côtes-d'Armor i regionen Bretagne i nordvästra Frankrike. Kommunen ligger i kantonen Callac som tillhör arrondissementet Guingamp. År 2022 hade Saint-Nicodème 168 invånare.

## Befolkningsutveckling
Antalet invånare i kommunen Saint-Nicodème
Referens:INSEE